# Tanque Argentino Mediano
El Tanque Argentino Mediano (TAM) es una familia de blindados desarrollada por la argentina TAMSE para el Ejército Argentino en la década de 1970. Entró en servicio en 1979. Aunque se desarrolló como tanque, se desarrollaron distintas variantes.

## Historia

### Inicios de los blindados en Argentina
Tras analizar las lecciones de la Primera Guerra Mundial Argentina se decidió a mediados de la década de 1930 a equiparse con tanques. El ejército decidió la compra de 160 tanques checoslovacos Panzer 38(t). Sin embargo la compra fue cancelada ya que, tras la invasión alemana de Checoslovaquia, el ejército alemán decidió quedarse la producción entera de tanques, equipándose con los Panzer 38(t). Así en 1939 la fuerza blindada del ejército argentino se limitaba a unos pocos una docena de tanques Vickers Carden Lloyd, comprados en 1934, y media docena de Crossley comprados en 1924. Dado el tamaño del país y la extensión de las fronteras el ejército alegaba que Argentina requería una fuerza blindada más poderosa, moderna y numerosa.

### El primer tanque autóctono
La Segunda Guerra Mundial supuso que no era posible encontrar blindados en el mercado, ya que ninguno de los países combatientes quería vender tanques cuando los necesitaban para la lucha. Argentina se inclinó por fabricar su propio tanque, lo que llevó a la construcción del Nahuel DL-43. Este era un tanque mediano armado con cañón de 75 mm.. Estaba claramente inspirado en el primer M4 Sherman, aunque incorporaba mejoras en diseño y blindaje. El primer tanque salió de fábrica en 1944, pero solo se completaron 12 unidades antes de detener la producción en 1945. El fin de la guerra supuso que ahora existía un enorme excedente de tanques, los cuales era vendidos a precios bajos. Las necesidades de los países europeos supuso además que aceptaran encantados el grano argentino como forma de pago. El Nahuel DL-43 fue así abandonado descartado y reemplazado por lotes de tanques Sherman de segunda mano.

### Fuerza blindada argentina
Argentina fue comprando tanques excedentes del ejército estadounidense y británico. Los primeros tanques Sherman llegaron entre los años 1946 y 1947, cuando el gobierno del Teniente General Perón realizó una importante compra de material bélico. Una parte importante de los Sherman estaban equipado con el cañón de 75 mm., pero más de la mitad de ellos estaban armados con el cañón de 17 libras (76,2 mm). El arma blindada estaba compuesta así por tanques compuesta por unos 400 tanques M4 Sherman y Sherman Firefly.

### Modernización
En la década de 1960, el Ejército Argentino contempló la necesidad de reemplazar el grueso de su fuerza acorazada compuesta por M4 Sherman y Sherman Firefly. Para ello, implementó el Plan Europa, en el que se buscaría diversificar los proveedores de armamento y buscar un socio tecnológico para comenzar con el desarrollo de la industria de defensa nacional. El primer paso fue la adquisición de 60 cazatanques franceses AMX-13/105 a finales de la década de 1960 y principio de la de 1970. Los otros finalistas a los que se impuso fueron el AMX-30, Chieftain y Leopard 1. Estados Unidos había ofrecido a Argentina anteriormente el M41 Walker Bulldog, oferta que retiró tras el golpe de 1966. Una vez reinstaurada la democracia se ofertó el M60A1 pero el ejército argentino prefirió comprar sus tanques en Europa. Gran Bretaña ofreció sus blindado Saladin FV601 Mark II, pero se les consideró no adecuados a las necesidades del Ejército.
El ejército pensó que el AMX-13 y su familia de blindados le permitiría unificar la cadena logística y reducir los costos operativos. Además en Francia Argentina podría tener ese socio tecnológico que permitiese el desarrollo de la embrionaria industria de blindados argentina. En el contrato se contemplaba el montaje en Argentina de vehículos a partir de componentes suministrados por Francia, como paso previo a una posible serie de vehículos enteramente producidos en el país. Argentina compró 80 AMX-13 con cañón de 105 mm., 180 vehículos de transporte blindado AMX VCI, 14 cañones autopropulsados AMX-155 F3 y 2 AMX-13 PDP (Poseur De Pont) Modèle 51. En Francia se compraron también vehículos blindados Panhard AML-245H90, armados con cañones de 90 mm.. Además en Suiza se compraron 60 Mowag Grenadier de transporte de
personal. Adicionalmente para fomentar el desarrollo de industria local 60 Mowag Roland portamorteros y 40 AMX-13 se ensamblaron en Argentina. Los AMX-13 no cumplieron con las expectativas y necesidades, por lo que el Estado Mayor General del Ejército Argentino solicitó que se desarrollase una nueva preselección y concurso para definir el nuevo carro de combate mediano, hecho específicamente para equipar a todas las unidades blindadas argentinas para los años 1980.
Este vehículo debía cumplir con todos los requisitos solicitados por el Ejército Argentino. Si ningún vehículo cumpliera con esto, el Requerimiento Operacional mencionaba la producción local del vehículo, para lo que se buscaría un socio industrial. Los alemanes presentaron el Leopard 1 y Francia presentó, a través de GIAT Industries, el AMX-30. Estos dos modelos eran muy similares y estaban considerados como los mejores CCP de Europa. Ambos poseían cañones de 105 milímetros, buena opción y una muy buena movilidad. Estados Unidos quiso participar en el concurso y envió un M60 Patton para ser evaluado por el EA. El carro de combate estadounidense resultó muy pesado, no tenía la autonomía requerida, era más lento que los europeos y además, era más costoso de adquirir y mantener. Este vehículo se lo puede observar hoy en día en Campo de Mayo. Descartados todos los modelos evaluados, el Ejército Argentino emprende la búsqueda de un vehículo que cumpliera todos los requerimientos solicitados y sirviera de base para toda una nueva familia de vehículos.
A todo ello se unió que en aquellos años, por razones políticas, el Ejército Argentino no pudo adquirir tanques en el extranjero. El ejército se sintió frustrado por no poder producir tanques en Argentina. Algunos recordaron en aquellos años el fracasado proyecto del tanque argentino Nahuel DL-43. Entre las ideas a que se recurrieron aquellos años estuvo la de repotenciar los Sherman Firefly con los cañones FTR Cal. 105 mm. L 44/57 del AMX-13/105. Supuestamente fueron producidas 120 unidades, como un disuasivo ante una eventual guerra en contra de Chile.

### Apuesta por el TAM
Descartados los Leopard 1 y AMX-30B por no cumplir totalmente los requerimientos argentinos solo quedaba emprender la búsqueda de un modelo completamente nuevo que permitiese cubrir los requerimientos y que sirviera de base para el desarrollo de una familia de blindados. Aunque Argentina diseñó y produjo, en la década de 1940, el Nahuel DL-43, diseñar un vehículo de combate de última generación era en ese momento inviable por no disponer de instalaciones industriales y tecnológicas, no presentes en Sudamérica para entonces, y que podría llevar más de diez años y suponer enormes cantidades de dinero que el estado no podía asumir. Se optó por buscar un socio tecnológico para la producción de un carro de combate moderno.
Thyssen - Henschel había creado el Light Combat Tank Marder with 105 mm gun y ofrecido el concepto a la República Federal de Alemania, al Ejército de Brasil y luego al Ejército Argentino. Por esto se firma un acuerdo el consorcio alemán Thyssen - Henschel, que desarrollaría el TH-301, una variante modificada con chasis de un Marder, a la vez que formaría a los ingenieros y técnicos argentinos y realizaría la transferencia de tecnología necesaria para que la producción en serie sea realizada en el país. El transporte de personal Marder se había empezado a fabricar en 1970, siendo eficiente y con componentes mecánicos probados y en producción.
Entre 1974 y 1976 desarrolló dos versiones básicas solicitadas por el alto mando argentino. La primera sería un tanque medio de 30 toneladas, dotado de un cañón de 105 milímetros y la segunda un vehículo de combate de infantería, muy similar al Marder, pero dotado con una torreta biplaza armada con un cañón de 20 mm, que luego se usaría como transporte de personal.
Las evaluaciones de los prototipos del TAM se realizaron durante dos años, en las cuales fueron probados en todos los terrenos posibles, recorriendo 10 000 km, realizando pruebas en la cordillera de los Andes, a 4560 m de altitud, la llanura central y el desierto patagónico con temperaturas de hasta -15 °C, como así también en las selvas tropicales del norte del país con más 38 °C.
Concluidas las pruebas y con 1452 modificaciones de diversos tipos solicitados por el Estado Mayor del Ejército Argentino, la variante alemana del Marder recibe el visto bueno para su producción del primer lote de vehículos. En 1980 se crea la empresa TAMSE (Tanque Argentino Mediano Sociedad del Estado) en la localidad de Boulogne Sur Mer, provincia de Buenos Aires, encargada de producir los vehículos en serie. El primer vehículo fue entregado al Regimiento de Caballería de Tanques 8 en 1981. Para 1983 el 70% de los componentes se producían localmente en Argentina.

## Diseño
El Ejército Argentino consideraba de gran importancia la estandarización logística, de mantenimiento y entrenamiento. Con una familia de vehículos creada bajo un mismo chasis, se ahorraría un importante presupuesto en entrenamiento de tripulaciones, mecánicos y técnicos. Adicionalmente el tren logístico en campaña se vería favorecido por la reducción de tipos de componentes a transportar y tener un alto número de vehículos reduciría los costos operativos de manera muy importante.
Los requerimientos generales del vehículo eran los siguientes:
- Cañón de 105 mm o superior.
- Poseer una alta velocidad y maniobrabilidad
- Tener una autonomía en asfalto de más de 500 km sin utilizar tanques de combustible externos.
- No superar las 35 t en orden de combate.
- Estar equipado con un sistema de control de tiro de última generación.
- Poder operar en todas las condiciones geográficas presentes en el territorio nacional, montaña hasta 4500 m sobre el nivel del mar, selva tropical, desierto patagónico, llanuras y desierto de alta montaña.

La configuración del casco era bastante revolucionaria para un carro de combate en esa época, ya que cuenta con el motor al frente del lado derecho, con el conductor a la izquierda, de similar concepción al Merkava israelí. La cámara de combate está ocupada por el canasto de la torre, y puede transportar hasta 50 proyectiles en todo el vehículo. El beneficio de encontrarse el motor en esa ubicación es el de aumentar la protección frontal del vehículo, resguardando así a la tripulación y municiones, a la vez que libera suficiente espacio para el almacenamiento de municiones en la parte posterior. Esto también permite disponer de una pequeña escotilla de popa, el cual puede servir como medio para la carga rápida de proyectiles.
A excepción del motor, la transmisión y el sistema de control de tiro, que debieron ser importados, todas las demás piezas fueron producidas por empresas estatales o privadas argentinas. Elementos esenciales del vehículo, como el blindaje, el cañón y los sistemas de comunicación, fueron hechos en el país, siendo de diseño nacional o en muchos casos fabricados bajo licencia.
El diseño del TAM se basaba en proporcionar la mejor opción posible para Argentina. Podía ser desplegado por la infraestructura existente y su filosofía de movilidad más potencia de fuego lo transformó en el mejor tanque de la región por más de una década, hasta que llegaron los tanques Leopard 1BE y M60A3 TTS brasileños y los Leopard 1V chilenos. Cuando se diseñó, sus amenazas directas eran los M-51 Super Sherman, AMX-30B y M41 chilenos, así como los M41C brasileños. Exceptuando al AMX-30B chileno no había ningún tanque comparable al TAM en Suramérica, ni siquiera los T-55 peruanos. El diseño del TAM se optimizó para ser el tanque que el Ejército Argentino necesitaba en aquel momento.
Al igual que el AMX-30 y el Leopard I el diseño del TAM basaba su protección en el movimiento más que en el blindaje, pero en el caso del argentino esa orientación fue llevada más al extremo debido a los requerimientos argentinos. Argentina logró al final un tanque ligero, económico, sencillo de reparar, fácil de operar y mantener. Todo ello unido a contar con un cañón con capacidad de destruir a cualquier otro tanque en Suramérica. Sus contemporáneos Leopard I, AMX 30 y M60 Patton respondían a los requerimientos de la OTAN para una guerra en Europa, teniendo también sus defectos.

## Movilidad
En lo relativo al punto de la movilidad estratégica, cuando se diseñó el tanque la infraestructura de carreteras y de ferrocarril de Argentina no cubría las zonas de hipotético empleo del tanque. Por ello no era posible su rápido desplazamiento mediante ferrocarril o camiones. Los factores de empleo táctico se combinaron también con este factor estratégico. El TAM debería moverse en campos de batalla tropicales, desierto montañoso, llanura, desierto patagónico o alta montaña. A ello se unía que debía operar en todo tipo de climas, desde calor extremo hasta fríos polares intensos. Además se consideraba de gran importancia la estandarización logística, de mantenimiento y entrenamiento. La familia de vehículos debía contar con un mismo chasis, para así facilitar y ahorrar el entrenamiento de tripulaciones, mecánicos y técnicos. Se buscaba que la logística en caso de guerra se viera favorecida por la reducción de tipos de componentes a transportar y reducir los costos operativos de manera muy importante.
Posee un motor MTU MB 833 Ka 500 diésel de 6 cilindros en V a 90° y 22,4 litros de inyección directa, con sobrealimentación y cámara de precombustión, que desarrolla 720 CV a 2200 rpm. Su autonomía es de 550 km con la capacidad interna de combustible, de 680 litros, pudiendo ser aumentada a 900 kilómetros si se utilizan dos depósitos desechables de 200 litros cada uno. Gracias a su bajo peso, el TAM goza de excelente movilidad, sumándose a esto la muy alta relación potencia a peso de 24 CV por tonelada y la presión sobre el suelo de 0,77 kg/cm².
Puede vadear corrientes de agua de hasta 1,4 m sin preparación, 2,5 m con media preparación, y 4 m con un snorkel de tres piezas que se ajusta en la cúpula del Jefe de Tanque, sobre la torre, similar al usado por los Leopard 1 y 2.
Tiene un sistema de frenos doble, uno de discos múltiples de accionamiento hidráulico y asistido por el retardador, y otro mecánico de estacionamiento.
Dado el pequeño tamaño del tanque y la necesidad de tener gran autonomía uno o dos tanques externos de 200 o 175 litros pueden ser instalados externamente en la parte trasera. Esto complemente al tanque interno de 650 litros.

## Blindaje
El blindaje del TAM es de una aleación de acero especial al cromo. Está formado por planchas soldadas que conforman el casco y la torreta del vehículo, que fue producida en la planta Altos Hornos Zapla.
El TAM no hace uso de un blindaje sofisticado: un motor potente y una suspensión y transmisión muy pesadas estaban posiblemente fuera del alcance de la logística de la época y del poder adquisitivo del Estado. Esto hizo necesario un blindaje relativamente delgado, el chasis no podía soportar el peso de varias decenas de toneladas. Sin embargo, se idearon diversos conceptos para paliar en cierta medida esta deficiencia. Por una parte, la disposición delantera del motor añade protección a la cámara de combate ante disparos frontales, se maximizo la velocidad, agilidad y potencia de fuego del tanque, además de darle una silueta baja. Se hizo todo lo posible para usar las planchas de blindaje en ángulos lo más inclinados posibles, para disminuir la eficacia de los proyectiles perforantes. Al final, teniendo en cuenta los informes de esa época que indican que la mitad de los disparos en combate alcanzan a los tanques en el tercio más alto, se prestó especial atención al blindaje de la torre, sobre todo a su parte delantera, que está más protegida que el chasis.
El blindaje del TAM es criticado debido a ser extremadamente delgado y a que es vulnerable a disparos de bajo calibre. Los requerimientos originales no contemplaban que la protección fuese uno de los principales requisitos, como si lo era en Europa. La baja protección del TAM se compensaba con su baja silueta y su altísima movilidad. Las amenazas a las que debía enfrentarse en los años en que se diseñó no era tan avanzadas como las que hoy existen en la región. Con el tiempo se comenzó a investigar la posibilidad de montar blindajes reactivos. En Argentina se comenzó a desarrollar sistemas con asistencia de israelíes y rusos, pero fueron desestimados debido a la falta de presupuesto para mejorar los prototipos y completar su desarrollo.

## Armamento
El TAM está equipado inicialmente con un cañón Rheinmetall Rh-1 105 mm. versión alemana del Royal Ordnance L7A1, Argentina solicitó el cambio al más potente FMK.4 Mod.1L de 105 mm., que fue producido bajo licencia por la Fábrica Militar de Río Tercero. Es una versión local del cañón británico L7A3 sin manguito térmico. Con un peso de 2350 kg, es extremadamente compacto. Con un alcance máximo de 2500 m y efectivo de 2000 m. Tiene un tubo monobloque de acero forjado, autozunchado, sin freno de boca y con un sistema de evacuación de humos en la mitad de la caña. En el interior, dispone de un ánima rayada de 28 estrías dextrógiras con una inclinación de 9º54’ y una vuelta de 18 calibres. Algunas unidades de preserie del TAM utilizaron el cañón alemán RH 105 30.
La recámara es de una pieza de acero que aloja el cierre y los mecanismos de cierre, apertura y extracción. El disparo se produce por un percutor, o perno de contacto, eléctrico. El cierre se compone de una cuña deslizante vertical, con apertura, expulsión de vaina y cierre semiautomático durante el retroceso y vuelta a posición. Puede ser accionado manualmente mediante su correspondiente palanca de maniobra.
El montaje de la pieza en la torre le permite un sector vertical de tiro de -7º a +18º, en tanto que la torre le da un sector de tiro vertical de 360°. El sistema es electro hidráulico de funcionamiento manual, eléctrico y automático, estabilizado en 2 ejes, con doble mando y prioritario para el jefe de tanque. Como en su original, éste cañón puede disparar proyectiles APFSDS-T, APDS-T, HEAT-T, HESH-T. 
- Proyectil APFSDS-T: Proyectil perforante subcalibrado de núcleo duro, trazador, con velocidad inicial de 1455 metros por segundo. Origen israelí y surcoreanos.
- Proyectil APDS-T: Proyectil perforante subcalibrado, de núcleo duro, trazador, con una velocidad inicial de 1478 metros por segundo. También son de origen israelí y surcoreano.
- Proyectil HEAT-T: Proyectil antitanque de alto explosivo y carga hueca. Puede perforar 430 mm de blindaje de acero homogéneo a 1000 metros de distancia con un ángulo de incidencia de 0º. Importados de Israel o Corea del Sur.
- Proyectil HESH-T: Proyectil rompedor de explosivo plástico.
- Proyectil Fumígeno: Proyectil de fósforo blanco, destinado a la marcar blancos con empleo secundario antipersonal.

La capacidad de transporte de munición es de 50 proyectiles, siendo una combinación de los más arriba mencionados. De estos 50 proyectiles, 30 se transportan en el chasis, mientras que otros 20 proyectiles son transportados en la torre para su empleo inmediato.
Dispone además, de una ametralladora coaxial de 7,62 mm y otra, del mismo calibre, dispuesta sobre el techo de la torre con 6000 disparos en total; granadas para los morteros de 88 mm en baterías de 4 tubos en cada lado de la torre diseñados por Webman Gmbh y producido bajo licencia en Argentina. Esta munición es de origen nacional.

## Sistema de Dirección de Tiro
Se componen de tres subconjuntos principales, el sistema de telemetría y óptica de puntería, el calculador balístico y sus accesorios, y el sistema electro hidráulico de control y estabilización.
Los sistemas ópticos se componen por una mira telescópica Zeiss TFZ-1 que dispone de un telémetro láser asociado. Ambos están montados a la derecha del armamento principal y se mueven junto con este. La mira telescópica es de tipo monocular, con un aumento de 8 x 40, el diámetro de entrada y salida de pupila es de 50 y 6,25 mm, con un campo de visión de 10°, un ángulo de puntería de -10° a + 20º. El ángulo de corrección en azimut es de +/-25°, en elevación de 0° a 60°, longitud de 1320 mm. El sistema tiene un peso de 40 kg.
En cuanto al telémetro, este dispone de un láser de varillas de granate de itrio y aluminio al neodimio, de estado sólido, de tercera generación, con una longitud de onda de 1064 nm, un alcance de 9,9 km y una precisión de +/-5 metros. Está equipado con un supresor de ecos cercanos, lo que permite mediciones entre 500 y 4500 m y almacenamiento de tres mediciones, de las que dos aparecen permanentemente en el visor.
El comandante dispone de un periscopio panorámico giroestabilizado Zeiss PERI/RTA de dos aumentos (8× y 2×), con un campo visual de 8º y 30º, con un sector de puntería en elevación de -13º a +20º, con una velocidad de elevación y giro variable de 0° a 40° por segundo. Este sistema puede ser alineado al armamento principal y el comandante puede acoplarlo al sistema de puntería del artillero debido a que tiene un mando principal. Este sistema permite obtener datos de tiro con las órdenes suministradas por el comandante, permitiendo el reemplazo de la calculadora balística en caso de necesidad.
Calculadora balística FLER-HG, conocida en Argentina como BFR por técnicos y personal militar, producida por la filial de AEG Telefunken. Realiza los cálculos de tiro y sus correcciones según el tipo de munición a ser empleado (APFSDS, APDS, HEAT o HESH), distancia, inclinación del eje de muñones y la posición de la torre. La calculadora está conectada al sistema de estabilización del armamento, así como al tablero de mando del tirador, el cual debe introducir manualmente los datos de tiro.
Para completar todo el complejo sistema de puntería, debemos mencionar el sistema electro hidráulico de control y estabilización. Producido por la empresa alemana Fine Mechanische Werke Mainz GmbH (FWM), este sistema permite ajustar la torre y el armamento en su eje horizontal y vertical, mediante un accionamiento manual, electro hidráulico estabilizado. La velocidad normal de giro es de 16º por segundo y la de elevación de 5º/s, con un valor mínimo de giro y elevación de 0,5º por segundo y de 24º como máximo.

## Modernizaciones

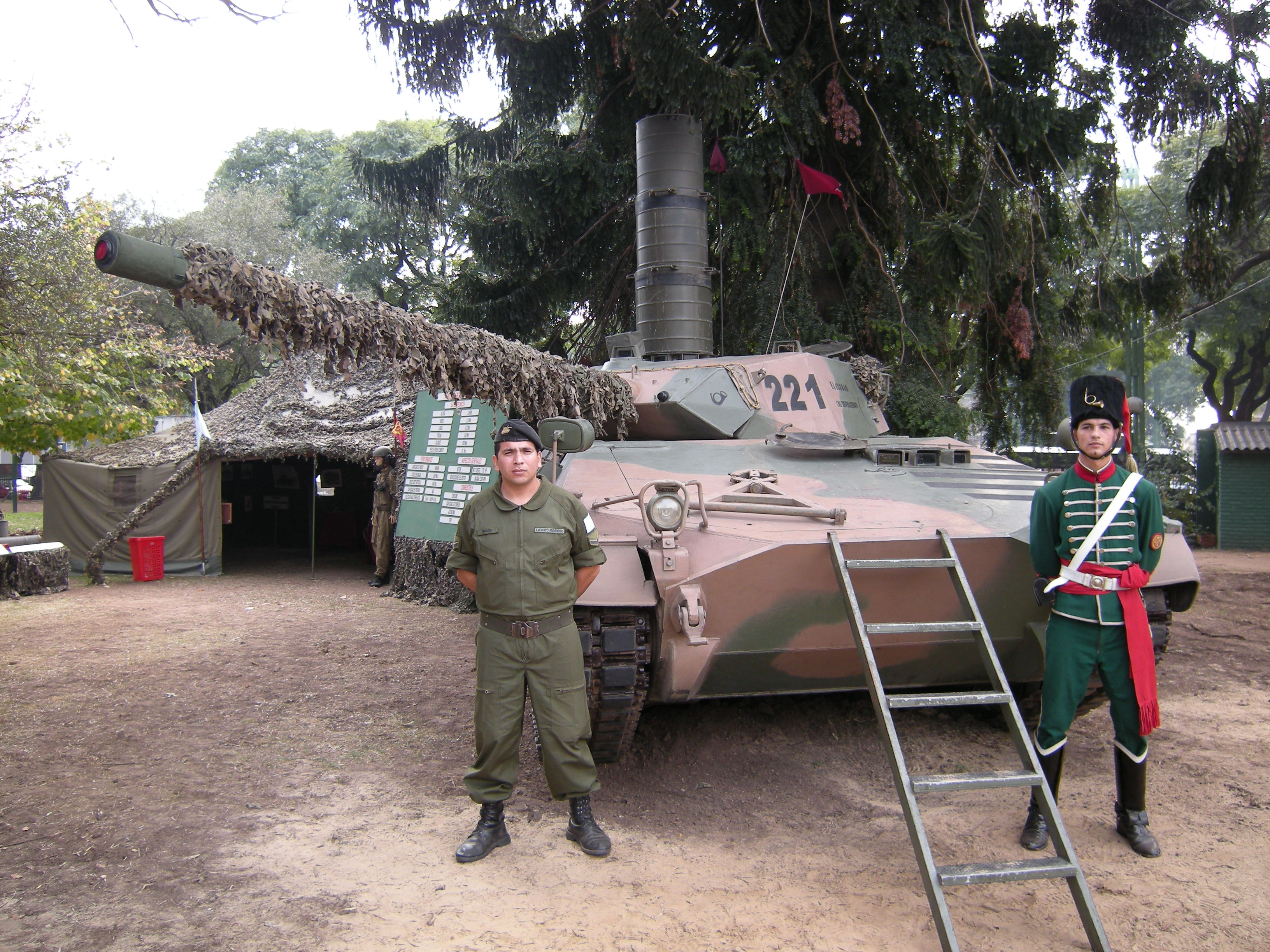
TAM del Regimiento de Caballería de Tanques 8 «Cazadores General Necochea», junto a un tanquista con el uniforme actual y un miembro con el uniforme histórico de la unidad

### Primera modernización y repotenciación
Hacia finales de la década de 1990, el Ejército y la empresa Champion S.A. emprenden un programa de recuperación-reparación, modernización y conservación del parque de TAM existente logrando recuperar «a nuevo» y ampliar la capacidad de combate a «todo tiempo». Estas mejoras comprenden nuevas capacidades para la adquisición de blancos.

### Segunda modernización
El 26 de abril de 2013 la Dirección de Arsenales presentó el TAM 2C como una modernización del antiguo TAM, consiste en la adopción de los últimos estándares en materia de óptica y sistema de control de tiro, reemplazando el sistema hidráulico de la torreta por un sistema eléctrico con una estabilización de la torreta del cañón para tiro en movimiento e instalación de sistemas de visión y tiro todo tiempo IR y TV, sistemas de autodefensa pasiva y comunicaciones de última generación, incluyendo alertador radar y láser, datalink y una unidad de potencia auxiliar.
El 12 de julio de 2023 presentan el TAM 2C-2A como una versión mejorada. Incorpora sistemas de última generación que posibilitan el combate Todo Tiempo (TT), mayor precisión en los disparos, debido a la incorporación de un avanzado sistema de control de tiro digitalizado.

## Servicio
Aunque algunas unidades de tanques TAM ya habían entrado en servicio en 1982 se decidió enviar a las Malvinas una docena de blindados ligeros sobre ruedas Panhard AML-90 del Escuadrón de Exploración de Caballería Blindada 181, 9 y 10. Los AML fueron los únicos vehículos blindados que participaron en la defensa de las islas, ya que pudieron ser transportados por aire y eludir el bloqueo naval. El intento de transportar tanques se vio frustrado por el bloqueo británico. El SK-105 hubiera sido el preferido para Malvinas dado que ejercía una presión sobre el suelo bastante menor al TAM, y su menor peso de 18 toneladas contra las 30 del TAM. Además en aquel momento los SK-105 estaban provistos de sistemas de visión nocturna y los TAM no. Así pues los TAM quedaron descartados de salida principalmente porque el terreno no era apto para su utilización. Algunos TAM si fueron enviados al sur de Argentina durante la guerra, para reforzar la defensa en caso de incursiones británicas.
En 1989 unas pocas unidades entraron en acción ante el levantamiento de una facción de las fuerzas militares. Tiempo
después, tanques TAM y transportes de personal VCTP entraron en acción durante el ataque terrorista al cuartel del Regimiento de Infantería Mecanizado 3. En este caso los VCTP que iniciaron el asalto contra el cuartel, mientras que los tanques TAM y otros blindados actuaron como elementos de apoyo de fuego. 
Su única acción fuera de Argentina tuvo lugar en una misión de la ONU. Una fracción de quince (15) VCTP fue desplegado en la ex Yugoslavia con la Fuerza de Protección de las Naciones Unidas (UNPROFOR) entre 1992 y 1995.

## Usuarios
El TAM fue diseñado sobre la base de los requerimientos del Ejército Argentino y, en comparación con otros modelos,
no suele ajustarse a todos los requerimientos de clientes extranjeros. Aunque era un tanque medio muy moderno y con mayor crecimiento potencial que otros tanques similares en el mundo no logró ventas. 

### Actuales
- Argentina: Es el único usuario del TAM en la actualidad.

### Frustrados
- Ecuador: En 1988 el TAM fue elegido luego de haber resultado ganador en la competencia venciendo al SK-105A2 y la actualización del AMX-13/105. Sin embargo se canceló el pedido de 75 TAM, VCTP y VCRT debido a problemas presupuestarios y al cierre de TAMSE S.A.
- Perú: En 1983 solicitó 20 TAM y 26 VCTP, pero canceló su pedido debido a cuestiones presupuestarias. Los vehículos producidos fueron reasignados al Ejército Argentino a mediados de la década de 1990.
- Panamá: En 1984 ordenó 60 vehículos TAM y VCTP, aunque se sospecha que el destino final era Irán. Panamá canceló su pedido tras el derrocamiento del general Manuel Noriega y la invasión estadounidense al territorio panameño que se saldó con el desmantelamiento de sus fuerzas militares.
- Irán: El país lo seleccionó en el marco de la Guerra Irán-Irak para la venta de entre 100 y 1000 tanques (dependiendo de las fuentes) para el Ejército Islámico de Irán en un contrato escalonado. Anteriormente se sabe con certeza que en 1984 hubo una frustrada venta por 120 millones de dólares de 60 tanques dirigida por Diego Palleros y Rubén Ormart. El decreto presidencial 1723 del 7 de junio de 1984 supuso la primera venta de armas a Irán, abriéndose el camino a más ventas de armas ya que se buscaba que el excedente de producción de la Dirección General de Fabricaciones Militares se destinara a la exportación. El contrato no llegó a concretarse por la posible negativa alemana de autorizar la venta de tanques con equipos electrónicos y motores de ese origen. Posteriormente fue Irak quién se interesó en el TAM, y de nuevo la posición alemana no permitió su venta.[18][19][20][21]
- Irak: Se interesó en el TAM, negociando un contrato por 400 tanques que no llegó a cerrarse. De todos modos no está claro el interés de Irán e Irak ya que las condiciones geográficas de Oriente Medio lo hacen ideal para empleo masivo de tanques pesados. En esas condiciones el escaso blindaje del TAM juega en su contra.
- Arabia Saudita: Arabia Saudita sintió interés en adquirir 400, evaluó el tanque entre 1986 y 1987, pero finalmente descartó su adquisición. Se cree que EE. UU. torpedeó la venta para facilitar la venta del mayor número posible de tanques M1A2 Abrams, un contrato que se estaba negociando.
- Kuwait: También se interesó por el tanque, pero lo descartó y optó por la adquisición del tanque yugoslavo M-84.
- EAU: Las pruebas fueron breves, pero pronto comenzaron a imponerse diversas y demandantes exigencias. Primero se solicitó que el cañón efectuara 400 disparos de manera ininterrumpida, lo que se logró sin problemas, a excepción de los daños al sistema auditivo de la tripulación. También se solicitó que el vehículo pudiese transportar hasta seis soldados, lo que se consiguió después de una serie de trabajos del personal de TAMSE, tras los cuales se reemplazaron los anaqueles de municiones de la parte posterior del casco y se les reemplazó por seis asientos. Si bien esta idea necesitaba desarrollarse más, era completamente posible, aunque reducía la capacidad de municiones transportadas considerablemente. La historia se cerró finalmente con la cancelación del contrato, ya que la adquisición del tanque yugoslavo M-84, más sofisticado y ya probado, al ser un clon mejorado del tanque ruso T-72, cumplía mejor sus requisitos. Además influyó la negativa presión ejercida por Estados Unidos para la elección de su tanque en la región.[22]

Se cree que también hubo negociaciones con Libia, Malasia y Taiwán para la venta de tanques TAM.

## Variantes

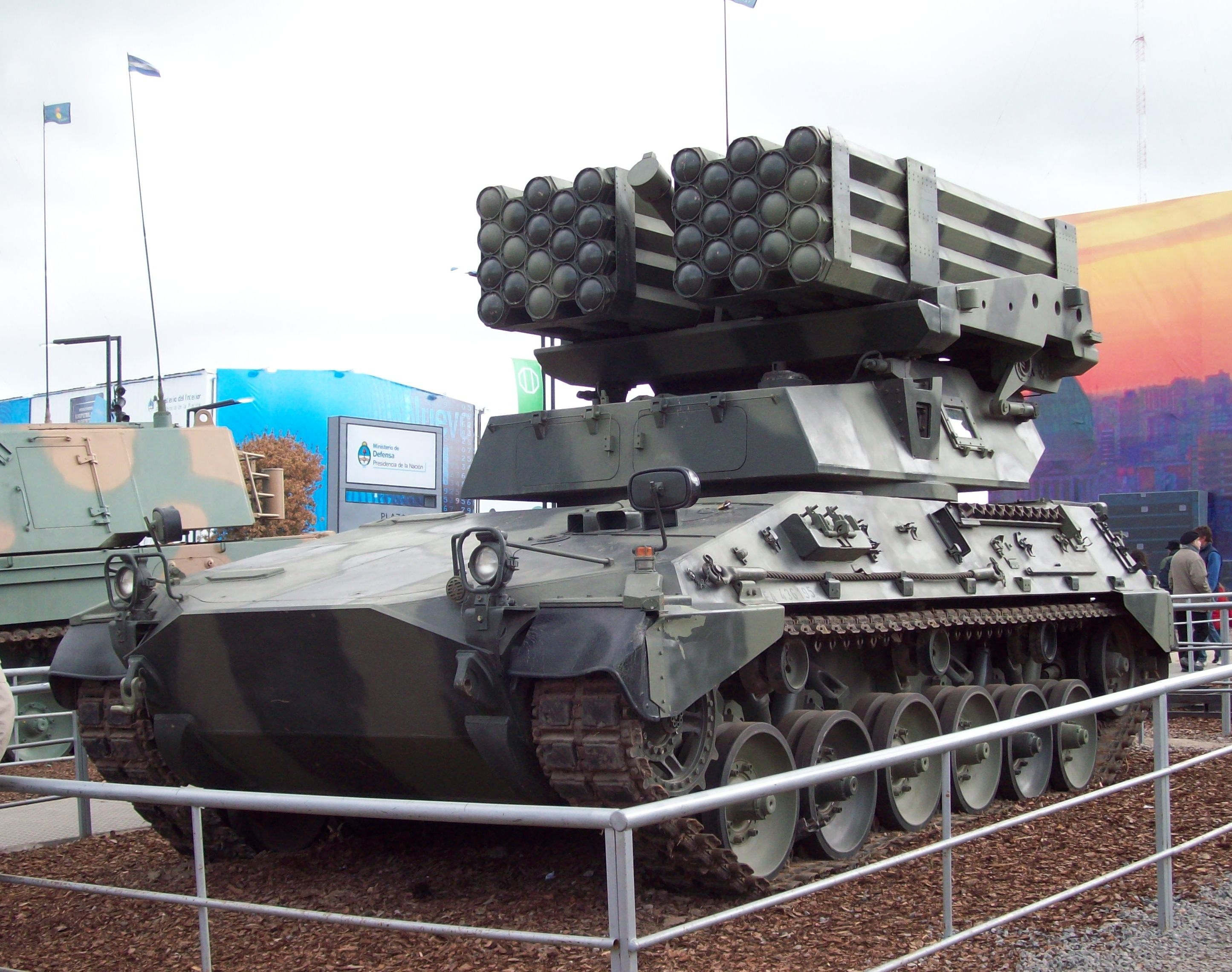
VCLC en exposición

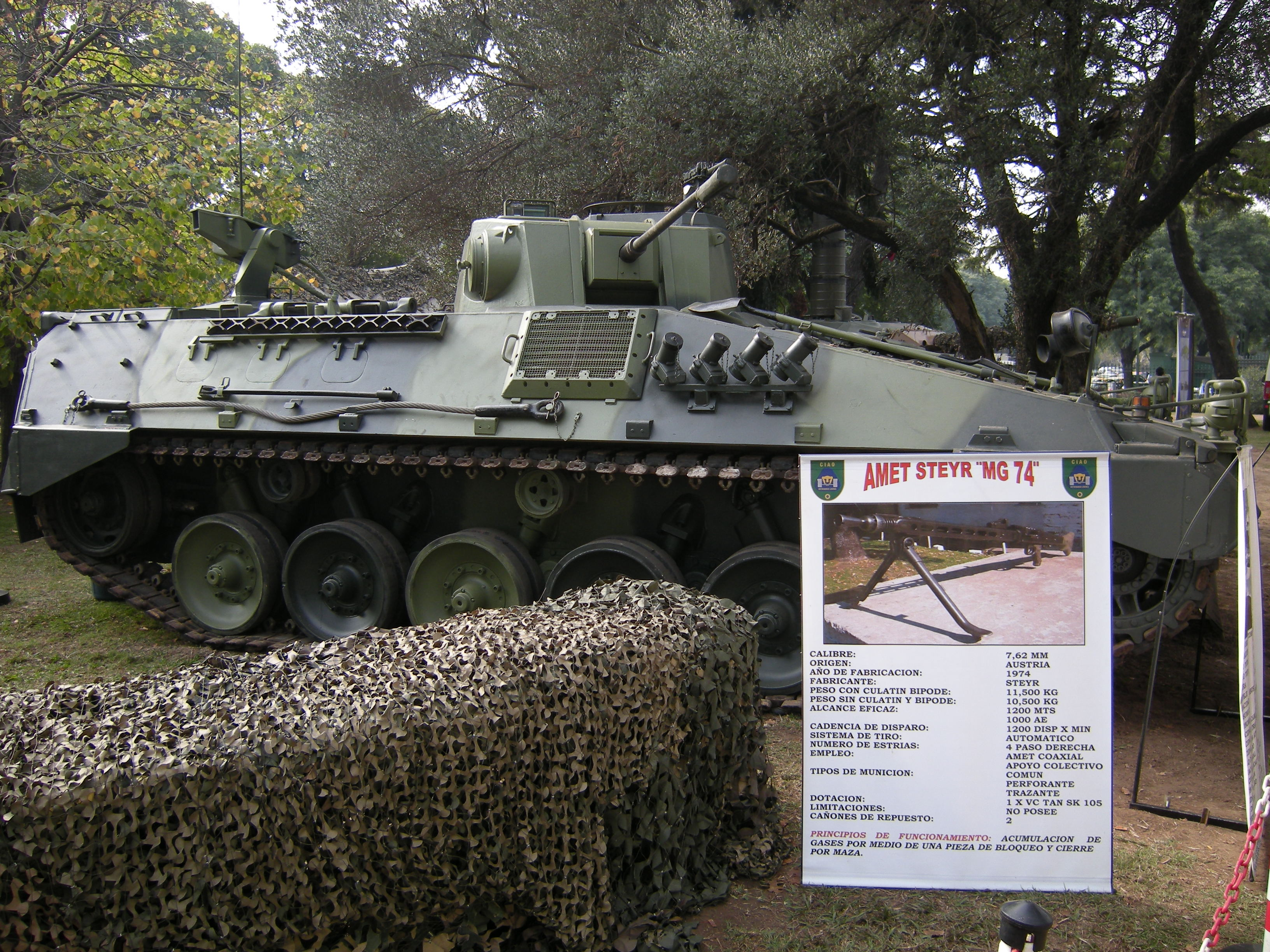
VCTP en exposición

Entre 1980 y 1984 se fabricaron 415 vehículos (275 tanques, 96 vehículos de combate de infantería, 39 portamorteros, 3 puestos de mando y 2 de combate de artillería).[cita requerida] TAMSE desarrollo con asistencia israelí una versión lanzacohetes LAR-160, con 18 tubos de 160 mm. El proyecto no pasó de la fase de prototipo. Entre 1992 y 1994 los stocks de componentes permitieron la fabricación de 120 tanques adicionales, que fueron enviados a las brigadas blindadas.
- TAM VCPC: Vehículo de Combate Puesto de Comando, basado en el VCTP, con equipos de comunicación y capacidad para hasta 6 soldados. Solo 9 producidos.[24]
- TAM VCTM: Vehículo de Combate Transporte de Mortero, portamortero cargado con una pieza de 120 mm y una tripulación de 5 hombres. También puede emplearse como vehículo barreminas, instalándole rodillos Urdan. 36 VCTM producidos
- TAM VCTP: Vehículo de Combate de Transporte de Personal, es un vehículo de combate de infantería armado con un cañón automático MK 20 Rh 202 de 20 mm, puede transportar en su interior a 10 soldados que entran y salen por una rampa trasera y se puede disparar desde el compartimiento de tropa a través de troneras ubicadas en los costados del casco. 124 vehículos producidos, con 15 sirviendo en Bosnia y Croacia bajo el mandato de UNPROFOR.[25]
- TAM VCA: Vehículo de Combate de Artillería, utiliza un chasis de TAP (Tanque Argentino Pesado), de 40 t y 7 ruedas de rodaje, con una torreta armada con un cañón Palmaria de 155 mm. 20 VCA producidos.[26]
- TAM VC AMUN: Vehículo de Combate Amunicionador, con cinta transportadora y aparejo para facilitar la carga, capaz de transportar 80 proyectiles de 155 mm y reabastecer a un VCA en 10 minutos. Solo 2 producidos, Argentina emplea el M548A1 en esta función.
- TAM VCCDT: Vehículo de Combate Centro de Dirección de Tiro. El VCCDF (Vehículo de Combate Centro Director de Fuego) y el TAM VCCDT (Vehículo de Combate Centro Director de Tiro) sin idénticos, pero con distintos roles. Solo 2 VCCDF y 4 VCCDT se fabricaron.
- TAM VCLC: Vehículo de Combate Lanzacohetes, armado con lanzacohetes múltiple LAR-160. La idea del ejército argentino era incorporar baterías de cohetes blindados para proporcionar fuego de saturación e, incluso, atacar objetivos de muy largo alcance.
- TAM 2C: Presentado 26 de abril de 2013 como una versión modernizada con reemplazo de sistema hidráulico de la torreta por uno eléctrico, e instalación de sistemas de visión y tiro todo tiempo IR y TV, sistemas de autodefensa pasiva y comunicaciones de última generación, incluyendo alertador radar y láser, datalink y una unidad de potencia auxiliar.[27]
- TAM 2IP: Versión con nuevo kit de blindaje, desarrollado por Israel Military Industries y Elbit Systems, un prototipo presentado en mayo de 2016.[27]
- TAM VCRT: Vehículo de Combate de Recuperación de Tanque, es un vehículo de ingenieros, cancelado por mostrarse inadecuado. Solo 1 VCRT (Vehículo de Combate Recuperador de Tanques) fue fabricado.
- TAM VCA: Planteado para apoyo sanitario en combate, pero fue cancelado debido al costo del concepto y que ese rol lo puede cumplir el M113A2 estadounidense.
- TAM VCDA: Vehículo de Combate de Defensa Aérea, armado con sendos cañones automáticos de 30 o 35 mm, proyecto descontinuado antes de solicitarse el primer prototipo.
- TAM VCLP: Vehículo de Combate Lanza Puentes, es un vehículo lanzapuentes blindado, cancelado.
- TAM VCLM: Vehículo de Combate Lanzamisiles, con misil superficie-aire Roland 2 o Halcón (versión argentina del Roland 2).
- TAP: Tanque Argentino Pesado, de 40 t, mejor blindado y armado, dotado de una nueva torre con un cañón 120 milímetros basada en el leopard 2, no existe evidencia alguna que haya pasado de una idea.
- TAM 2C-A2: Presentado el 12 de julio de 2023 como la versión modernizada y mejorada del TAM 2C. Incorpora sistemas de última generación que posibilitan el combate Todo Tiempo (TT), mayor precisión en los disparos, debido a la incorporación de un avanzado sistema de control de tiro digitalizado.